# Liste der Kulturdenkmale in Gröditz

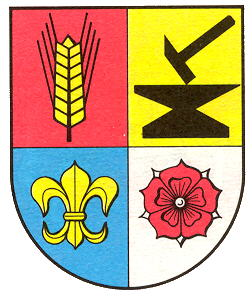
Wappen von Gröditz

In der Liste der Kulturdenkmale in Gröditz sind die Kulturdenkmale der sächsischen Stadt Gröditz verzeichnet, die bis Dezember 2020 vom Landesamt für Denkmalpflege Sachsen erfasst wurden (ohne archäologische Kulturdenkmale). Die Anmerkungen sind zu beachten.
Diese Aufzählung ist eine Teilmenge der Liste der Kulturdenkmale im Landkreis Meißen.

## Gröditz
| Bild                                    | Bezeichnung | Lage | Datierung                                                                                         | Beschreibung | ID       |
| --------------------------------------- | --- | --- | ------------------------------------------------------------------------------------------------- | --- | -------- |
|                                         | Grödel–Elsterwerdaer Floßkanal (Sachgesamtheit)                                                                    | (Gemarkung Gröditz, Flurstücke 448e, 448/5, 746, 747/1, 747/2, 747/3; Gemarkung Reppis, Flurstück 373) (Karte) | 1742–1748                                                                                         | Sachgesamtheitsbestandteil Grödel-Elsterwerdaer Floßkanal: Verlauf innerhalb der Stadt Gröditz, zwei Abschnitte des Floßkanals (siehe 08957205, Nünchritz, Elbstraße); technik- und ortsgeschichtliche Bedeutung als Transportweg von Bau- und Brennholz nach Dresden. Kanal von Böschungen und Pappeln gesäumt. | 08959266 |
|                                         | Sächsisch-Preußischer Grenzstein: Pilar Nr. 180                                                                    | (Flurstück 154) (Karte)                                                                                        | Nach 1828                                                                                         | Siehe auch Sachgesamtheit 09305644; vermessungsgeschichtlich und landesgeschichtlich von Bedeutung als Zeitdokument der historischen Grenzziehung zwischen Sachsen und Preußen nach dem Wiener Kongress 1815. Scharrierter Pyramidenstumpf aus Sandstein mit Plinthe direkt auf der Grenzlinie, gegenüberliegend eingemeißelt Nummer 180 und Landeskürzel K.P./K.S. sehr gut erhalten (nachgearbeitet?). | 08959260 |
|                                         | Sächsisch-Preußischer Grenzstein: Pilar Nr. 182 sowie fünf Läufersteine                                            | (Gemarkung Reppis, Flurstück 373) (Karte)                                                                      | Nach 1828                                                                                         | Siehe auch Sachgesamtheit 09305644; vermessungsgeschichtlich und landesgeschichtlich von Bedeutung als Zeitdokument der historischen Grenzziehung zwischen Sachsen und Preußen nach dem Wiener Kongress 1815. Ca. 1,50 m hohe, schlanke Sandsteinstele mit gegenüberliegend eingemeißelten Schriftfeldern für Nummer 182 und Länderkürzel KS/KP direkt auf der Grenzlinie, dazwischen fünf Läufersteine in unregelmäßigen Abständen. | 08959263 |
|                                         | Sächsisch-Preußischer Grenzstein: Pilar Nr. 183                                                                    | (Gemarkung Reppis, Flurstück 381) (Karte)                                                                      | Nach 1828                                                                                         | Siehe auch Sachgesamtheit 09305644; vermessungsgeschichtlich und landesgeschichtlich von Bedeutung als Zeitdokument der historischen Grenzziehung zwischen Sachsen und Preußen nach dem Wiener Kongress 1815. Ca. 1,50 m hohe, schlanke, scharrierte Sandsteinstele mit gegenüberliegend eingemeißelten Schriftfeldern für Nummer 183 und Länderkürzel KS/ KP direkt auf der Grenzlinie. | 08959264 |
| Weitere Bilder                          | Sächsisch-Preußischer Grenzstein: Pilar Nr. 185 sowie 21 Läufersteine                                              | (Gemarkung Reppis, Flurstück 362b) (Karte)                                                                     | Nach 1828                                                                                         | Siehe auch Sachgesamtheit 09305644; vermessungsgeschichtlich und landesgeschichtlich von Bedeutung als Zeitdokument der historischen Grenzziehung zwischen Sachsen und Preußen nach dem Wiener Kongress 1815. Pyramidenstumpf aus Sandstein (scharriert) mit Plinthe direkt auf der Grenzlinie, allseitig eingemeißelt ist die Nummer 185, gegenüberliegend das jeweilige Landeskürzel K.P. bzw. K.S., dazwischen 21 Läufersteine in unregelmäßigen Abständen. | 08959262 |
|                                         | Sächsisch-Preußischer Grenzstein: Pilar Nr. 186 sowie 26 Läufersteine                                              | (Gemarkung Reppis, Flurstück 456) (Karte)                                                                      | Nach 1828                                                                                         | Siehe auch Sachgesamtheit 09305644; vermessungsgeschichtlich und landesgeschichtlich von Bedeutung als Zeitdokument der historischen Grenzziehung zwischen Sachsen und Preußen nach dem Wiener Kongress 1815. Pyramidenstumpf aus Sandstein mit Plinthe direkt auf der Grenzlinie, gegenüberliegend ehemals eingemeißelt Nummer und Landeskürzel K.P.–K.S. (partiell verwittert oder beschädigt, Schrift nicht erkennbar), dazwischen 26 Läufersteine in unregelmäßigen Abständen. | 08959259 |
|                                         | Sächsisch-Preußischer Grenzstein: Pilar Nr. 187 sowie 24 Läufersteine                                              | (Gemarkung Reppis, Flurstück 169a) (Karte)                                                                     | Nach 1828                                                                                         | Siehe auch Sachgesamtheit 09305644; vermessungsgeschichtlich und landesgeschichtlich von Bedeutung als Zeitdokument der historischen Grenzziehung zwischen Sachsen und Preußen nach dem Wiener Kongress 1815. Ca. 1,50 m hohe, schlanke Sandsteinstele mit gegenüberliegend eingemeißelten Schriftfeldern für Nummer 187 und Länderkürzel KS/KP direkt auf der Grenzlinie, zugehörig 24 Läufersteine in unregelmäßigen Abständen auf der Grenzlinie. | 08972472 |
|                                         | Sächsisch-Preußischer Grenzstein: Pilar Nr. 188 sowie 92 Läufersteine                                              | (Gemarkung Nauwalde, Flurstück 291) (Karte)                                                                    | Nach 1828                                                                                         | Siehe auch Sachgesamtheit 09305644; vermessungsgeschichtlich und landesgeschichtlich von Bedeutung als Zeitdokument der historischen Grenzziehung zwischen Sachsen und Preußen nach dem Wiener Kongress 1815. Pyramidenstumpf aus Sandstein (scharriert) mit Plinthe direkt auf der Grenzlinie, gegenüberliegend eingemeißelt Nummer 188 und Landeskürzel K.P.–K.S., dazwischen 92 Läufersteine in unregelmäßigen Abständen. Partiell beschädigt oder verwittert, Beschriftung noch erkennbar. | 08959261 |
| Direkt Bild zu diesem Denkmal hochladen | Sowjetisches Ehrenmal und Ehrenhain                                                                                | (Flurstück 690) (Karte)                                                                                        | Circa 1954                                                                                        | Zur Erinnerung an die im Stahlwerk im Zweiten Weltkrieg beschäftigten und zu Tode gekommenen sowjetischen Kriegsgefangenen, diese wohl 2000 auf den Neuen Friedhof umgebettet, ortsgeschichtliche Bedeutung. Auf dem ehemaligen Stahlwerkgelände sich befindender Gedenkobelisk auf Postament und Sockel, gänzlich mit granitartig wirkendem Steinputz überzogen, Inschrifttafel in kyrillischer Schrift (inzwischen zerstört). Sowjetischer Ehrenfriedhof, südlich des Stahlwerkes, in der Nähe der Röder. In 64 Gräbern ruhen Kriegsgefangene, die 1941/45 im Stahlwerk Gröditz ausgebeutet wurden. Auf zweistufiger Plattform quadratischer Sockel, an der Vorderseite Tafel mit ehrendem Text, darüber oben abgestumpfter Obelisk, an der Vorderseite Sowjetstern, Material: Kunststein, Höhe ca. 450 cm. | 08959257 |
| Direkt Bild zu diesem Denkmal hochladen | Sowjetisches Ehrenmal                                                                                              | (Flurstück 690) (Karte)                                                                                        | 1946/47                                                                                           | Zur Erinnerung an die im Stahlwerk im Zweiten Weltkrieg beschäftigten und zu Tode gekommenen sowjetischen Kriegsgefangenen, diese wohl 2000 auf den Neuen Friedhof umgebettet, ortsgeschichtliche Bedeutung. Ehrenhain an der Bahnlinie gelegene eingezäunte Fläche, Denkmal selbst als mit granitartigem Steinputz überzogener Obelisk auf Postament und Sockel, Inschrifttafel in kyrillischer Schrift. Sowjetischer Ehrenfriedhof, zwischen Rathaus und Friedhof. In Gemeinschaftsgräbern ruhen 32 im Lazarett verstorbene Soldaten und Offiziere. Teilnehmer der Frühjahrskämpfe 1945. Im Zentrum Denkmal: mehrfach gestufter hoher Sockel, an der Vorderseite des oberen Teils Tafel mit Namen und Daten der Toten. Darüber oben abgestumpfter Obelisk, an der Vorderseite Sowjetstern. Material: Granit, Höhe ca. 500 cm. Gräber des Ehrenhains werden umgebettet. Fläche des Ehrenhains als solche nicht mehr Kulturdenkmal. Streichung auf Hinweis der UDSB des LRA Riesa-Großenhain am 20. Januar 2003. | 08959256 |
| Weitere Bilder                          | Wasserturm | (Flurstück 225/3) (Karte)                                                                                      | 1934                                                                                              | Mächtiger, die flache Landschaft prägender Wasserbehälter von technikgeschichtlicher Bedeutung. Wasserbehälter aus Beton als zylindrischer Schaft mit flachem, von schlanken Stützen getragenem Tank, flache Abdeckung. 1933/34 im Auftrag des Wasserversorgungsverbandes Gröditz und Umgebung errichtet. Ursprünglich schlanker, von acht Stahlbetonstützen umstandener, zylindrischer Bau mit 200 m³ fassendem, flachen Stahlbehälter. 1957–59 in seine jetzige Gestalt gebracht, dabei wurde der alte Wasserturm vom Neubau umschlossen. Der schmucklose, unterhalb der Traufe mit schmalen Schlitzfenstern versehene, runde Stahlbetonbehälter (Fassungsvermögen 1220 m³) wird wiederum von acht sehr schlanken Stahlbetonstützen getragen und schließt mit einem leicht auskragenden Flachdach ab. Beide Wasserbehälter sind miteinander verbunden. Nach der Sanierung in den Jahren 1997/98 wurde der ca. 40 Meter hohe Wasserturm in den Farben des Trinkwasserzweckverbandes gelb-blau gefasst und dient bis heute der Wasserversorgung. Als Landmarke prägt der Turm die flache Landschaft um Gröditz. Seine zeittypisch klar-funktionale Formensprache und die Ausführung als Stahlbetonbau machen ihn zu einem wichtigen technischen Denkmal der 1950er Jahre und verleihen ihm bau- und technikgeschichtliche Bedeutung. Anhand der Vergrößerung des alten Wasserturms aus den 1930er Jahren auf die heutige Größe lässt sich die regionalgeschichtliche Entwicklung der Wasserversorgung in der ersten Hälfte des 20. Jahrhunderts ablesen. | 08959258 |
| Weitere Bilder                          | Raffinerie-Turm der ehemaligen Spiritusfabrik Gröditz                                                              | Albert-Niethammer-Straße 11 (Karte)                                                                            | Bezeichnet mit 1938                                                                               | Gelber Klinkerbau, Teil der ehemaligen Spiritusfabrik Gröditz, zeittypisches Bauwerk von technikgeschichtlicher und landschaftsprägender Bedeutung. Fünfgeschossiger Turm über quadratischem Grundriss, mit Pyramidendach, seitliche Anbauten nach unten gestaffelt (zwei- und eingeschossig), Mauerwerk aus gelben Klinkern im Blockverband, nach jeder dritten Lage eine Lage flacherer Ziegel mit dunkler, diagonaler Glasurmaserung, Traufunterseite des Turmes vermutlich als Holzrahmen, der mit Klinkern ausgemauert wurde, die Traufbereiche der seitlichen Anbauten als geputzte Vouten, die historischen Fenster fast vollständig verloren. Blendnische mit Mosaik bezeichnet mit 1938. | 08959267 |
|                                         | Fabrikhalle (ehemals Tempergießerei der Aktiengesellschaft Lauchhammer; heute Gröditzer Fittings, Stahlwerke)      | Am Castello 1 (Karte)                                                                                          | 1909                                                                                              | Fittingsfabrik, zeittypischer Industriebau in ortsbildprägender und städtebaulich wichtiger Lage im Kreuzungsbereich, ortshistorische und baugeschichtliche Bedeutung. Eingeschossige Halle in Klinkermauerwerk über L-förmigem Grundriss, mit flach geneigtem Dach mit Lichtband, die segmentbogenförmigen Industriefenster mit Metallsprossung, sparsame Gliederung durch Lisenen zwischen den Fensterachsen und Band im Traufbereich, original erhaltene Konstruktion der Außenwände und des Tragwerkes, Dachhaut umfassend erneuert nach 1945 (hölzerne Lattung), Spannweite 30 m mit Mittelstützen. | 08959269 |
| Weitere Bilder                          | Ehemaliges Verwaltungsgebäude des Stahlwerkes Gröditz (ehemals Lauchhammerwerk Gröditz), heute Seniorenheim        | Bahnhofstraße 24 (Karte)                                                                                       | Bezeichnet mit 1915                                                                               | Gebäude im Reformstil der Zeit um 1910, stattlicher ortsbildprägender Bau im Kreuzungsbereich, ortshistorischer und städtebaulicher Wert. Zweigeschossiger massiver Putzbau mit vielfältigen Dachausbauten (3. Geschoss), mit verbrochener Ecke, dort der durch vier mächtige Pilaster betonte Eingangsbereich als Altan, an dessen Austritt schmiedeeiserne Gitter und Vasenaufsätze, zwischen erstem Obergeschoss und Dachgeschoss Dachschürze mit kräftigem Zahnschnitt (Balkenköpfe andeutend), im Dachgeschoss Lamellenfensterläden, Gebäude ist saniert, Plastikfenster, Relief über Altan bezeichnet mit 1915. | 08959248 |
| Weitere Bilder                          | Denkmal für die Gefallenen des Ersten Weltkrieges und Ehrenhain (mit Pflasterung und Bepflanzung, Gartendenkmal)   | Hauptstraße (Karte)                                                                                            | Nach 1918                                                                                         | Ortshistorische und städtebauliche Bedeutung. Granitblock auf zweifach gestuftem Plateau über oktogonalem Grundriss, an den vier breiteren Seiten Inschrifttafeln, an den schmaleren als Relief Schwerter, bekrönt mit einem Steinkreuz. | 08959250 |
| Direkt Bild zu diesem Denkmal hochladen | Wohnstallhaus, Seitengebäude und Scheune eines Dreiseithofes, mit Vorgarten, Torpfeiler und Einfriedung            | Hauptstraße 17 (Karte)                                                                                         | Bezeichnet mit 1823 (Wohnstallhaus); um 1850 (Seitengebäude); 2. Hälfte 19. Jahrhundert (Scheune) | Wohnstallhaus mit Fachwerk-Obergeschoss und Korbbogenportal, Seitengebäude gründerzeitlicher Putzbau, weitgehend authentisch erhaltener, zeit- und landschaftstypischer Bauernhof in prägnanter Lage im Kreuzungsbereich, Zeugnis der alten bäuerlichen Ortsstruktur von Gröditz, stadtentwicklungsgeschichtlich, baugeschichtlich und wirtschaftsgeschichtlich von Bedeutung. - Wohnstallhaus: Erdgeschoss massiv, Sandsteintür- und -fenstergewände, Eingangstür korbbogenförmig, Türsturz bezeichnet mit 1823, Obergeschoss Fachwerk, zweiriegelig, mit stockwerkshohen Streben, über Stallteil zwei Ladetüren, im Traufbereich Einflugslöcher für Tauben, Dachdeckung mit Falzziegeln, historischer Fensterbestand (zweiflügelig, mit Sprossung und festem Oberlicht), alte Holztüren im Erdgeschoss, Weinspaliere auf der Giebelseite - am Wohnstallhaus weiterer Stallanbau: massiv und verputzt, mit großem Holztor und Holztüren, Satteldach mit Biberschwanzdeckung - Seitengebäude: langgestreckter eingeschossiger massiver Putzbau, mit Drempel und mäßig geneigtem Satteldach (Dachdeckung mit Falzziegeln), sparsame Putzgliederung der Fassade, z. B. durch Graupelputz im Sockelbereich und als Eckquaderung, flach profilierte Tür- und Fenstergewände in Putz, Gesimsband zwischen Erdgeschoss und Drempel, original erhaltener Bestand an Galgenfenstern mit Wintervorsatz, originale zweiflügelige Haustür und Holztüren im Stallteil, Weinspalier auf der Giebelseite - Scheune: massiver Putzbau mit Drempel und Satteldach (Biberschwanzdeckung), zwei große Holz-Rolltore, in der Mittelachse zwei Fenster in Drempelhöhe und flacher nachträglicher Anbau, Drempelzone mit runden vergitterten Lüftungsöffnungen - Tor: Pfeiler aus verputztem Ziegelmauerwerk mit Betonaufsätzen, alte Holztore, schmiedeeiserner Zaun um den Vorgarten | 08959252 |
| Weitere Bilder                          | Evangelische Pfarrkirche und Kirchhof Gröditz (Sachgesamtheit)                                                     | Hauptstraße 37a (Karte)                                                                                        | 1890–1891                                                                                         | Sachgesamtheit Evangelische Pfarrkirche und Kirchhof Gröditz, mit den Einzeldenkmalen: Kirche und Grabanlage Familie Frischen auf dem Kirchhof (siehe 08959249) und dem Sachgesamtheitsteil: Kirchhof (Gartendenkmal); zeittypischer Kirchenbau, Saalkirche mit Westturm, Ziegelsteinbau im Rundbogenstil des 19. Jahrhunderts, Architekt: Theodor Quentin, von ortshistorischer und baugeschichtlicher Bedeutung | 09303697 |
| Weitere Bilder                          | Kirche (mit Ausstattung) und Grabanlage Familie Frischen auf dem Kirchhof (Einzeldenkmale zu ID-Nr. 09303697)      | Hauptstraße 37a (Karte)                                                                                        | 1890–1891 (Kirche); 1891 (Orgel)                                                                  | Einzeldenkmale der Sachgesamtheit Evangelische Pfarrkirche und Kirchhof Gröditz; zeittypischer Kirchenbau, Saalkirche mit Westturm, Ziegelsteinbau im Rundbogenstil des 19. Jahrhunderts, von ortshistorischer und baugeschichtlicher Bedeutung. Neuromanische Saalkirche mit Westturm, erbaut 1890/91 durch Theodor Quentin, 1950 Inneneinrichtung verändert, Restaurierung 1990. - Kirche (Dehio Sachsen I, S. 414): Klinkerbau auf Bruchsteinsockel mit Satteldach, unterhalb des Dachgesims umlaufender plastischer Würfelfries. Saal- und Chorwand mit Lisenengliederung. Über rechteckigem Grundriss breit ausladender Turm, im Obergeschoss achteckig, schiefergedecktes Turmdach. Im Inneren flach gedeckt, die Seiten dem Verlauf des Satteldachs folgend, Eisenverstrebungen. Chor durch Triumphbogen vom Schiff abgesetzt. Westempore mit Orgel. - Ausstattung aus der Erbauungszeit in neuromanischen und neugotischen Formen. Dreiteiliger, steinerner Altar mit zentraler Figurengruppe: Jesus mit Mutter und Kind sowie einem alten Mann. Oberer Abschluss dreipassartig mit bekrönendem Kreuz, seitlich Reliefs in Vierpassform mit der Darstellung von Ähren (Brot) und Wein. Hölzerne Kanzel und Taufstein, schmiedeeiserner Radleuchter. Orgel von Bruno Kircheisen/Dresden, 1891, später verändert. - Grabmal Familien Paul Frischen (gestorben 1921) - Grabmal Familie Nitzsche (Gerhard Nitzsche gestorben MCMLXXXV = 1985, Johanna Nitzsche gestorben MCMLXIX = 1969): kein Denkmal | 08959249 |
| Direkt Bild zu diesem Denkmal hochladen | Katholische Maria-Königin-des-Friedens-Kirche                                                                      | Hauptstraße 86 (Karte)                                                                                         | Bezeichnet mit 1954                                                                               | Katholisch, zeittypischer, für die Region und seine Entstehungszeit seltener Kirchenbau, traditionalistische Architektur, Anklänge an den Stil der Neoromanik, von ortsgeschichtlicher und baugeschichtlicher Bedeutung. Saalkirche mit Westturm, errichtet auf Bruchsteinsockel, originaler Zugputz, die Gewände der Rundbogen-Zwillingsfenster und der rechten Tür in Lausitzer? Granit, am Turm Rundbogen-Drillingsfenster, Schiff und Turm mit Satteldach und Biberschwanzdeckung, profilierter Traufbereich in Putz, Bleiglasfenster, originale Feldertüren, Innenausstattung ebenfalls bauzeitlich, Granittafel am Sockel der Westseite bezeichnet mit 1954, Kirche wurde 1956 geweiht. Der Entwurf soll von dem Architekten Artur Becker stammen. | 08959246 |
|                                         | Sächsisch-Preußischer Grenzstein: Pilar Nr. 184 sowie 9 Läufersteine                                               | Hauptstraße 99 (Karte)                                                                                         | Nach 1828                                                                                         | Siehe auch Sachgesamtheit 09305644; vermessungsgeschichtlich und landesgeschichtlich von Bedeutung als Zeitdokument der historischen Grenzziehung zwischen Sachsen und Preußen nach dem Wiener Kongress 1815 | 09305491 |
| Weitere Bilder                          | Kindergarten | Marktstraße 8 (Karte)                                                                                          | Anfang 1950er Jahre                                                                               | Als Wochenkrippe errichtet, authentisch erhaltener zeittypischer Bau, im Stil der nationalen Bautradition der 1950er Jahre, Zeugnis der DDR-Alltagskultur im Industriestandort Gröditz, baugeschichtlich von Bedeutung. Zweigeschossiger massiver Putzbau über langgestrecktem Grundriss, 4:11 Achsen, mit Walmdach, symmetrische Fassadengliederung, Mittelrisalit mit Dreiecksgiebel, segmentbogenförmiger Eingang, Gewände in scharriertem Steinputz, über der Tür Balkon, Risalit in quaderimitierender Putznutung, Gebäudeecken durch Eckquaderung in Putz betont, profilierter Traufbereich und Fensterfaschen in Feinputz, der übrige Putz als originaler Zugputz (ähnlich Erlwein-Putz), Falzziegeldeckung (Betondachstein), original erhaltene Eingangs- und Terrassentür mit kleinteilig untergliederten Glasfeldern, Fenster mit Sprossen und festem Querholz mit Klotz, optische Wirkung als Kreuzstockfenster, baufeste Innenausstattung wie Treppengeländer, Türen, Sanitäreinrichtungen noch original, Linden entlang der Einfriedung gehören zum Straßenraum und bilden keine Einheit mit dem Kindergarten. | 08959247 |
| Direkt Bild zu diesem Denkmal hochladen | Wohnstallhaus und Einfriedung eines Zweiseithofes                                                                  | Nauwalder Straße 11 (Karte)                                                                                    | Mitte 19. Jahrhundert                                                                             | Schlichter Putzbau mit Zwillingsfenster im Giebel, Einfriedung als schmiedeeiserner Zaun, zeit- und landschaftstypisches Gebäude in authentischem Erhaltungszustand, Teil der alten Ortsstruktur des ehemaligen Dorfes Reppis, sozialgeschichtlich von Bedeutung. Giebelständiger anderthalbgeschossiger Putzbau (Bruchsteinmauerwerk) über längsrechteckigem Grundriss, mit Satteldach (Biberschwanz-Kronendeckung), ursprüngliche Fassadenstruktur mit Wohn- und Stallteil erhalten, Sandsteinfenstergewände, im Giebeldreieck zweifach gekuppeltes Rundbogenfenster, hofseitig hölzernes Eingangsvorhäuschen, historischer Bestand an Galgenfenstern mit Sprossung, teils Wintervorsätze. | 08959243 |
| Direkt Bild zu diesem Denkmal hochladen | Wohnhaus (Nr. 15) mit angebautem Stallgebäude, Scheune und Seitengebäude (Nr. 15a) eines Vierseithofes             | Nauwalder Straße 15, 15a (Karte)                                                                               | Mitte 19. Jahrhundert (Bauernhaus); 2. Hälfte 19. Jahrhundert (Scheune)                           | Authentisch erhaltene, zeit- und landschaftstypische Gebäude, gut gegliederte Putzbauten, Teil der alten Ortsstruktur des ehemaligen Dorfes Reppis, baugeschichtlich und wirtschaftsgeschichtlich von Bedeutung. - Wohnhaus: zweigeschossiger massiver Putzbau über rechteckigem Grundriss (6:4 Achsen), mit mäßig geneigtem Satteldach (Falzziegeldeckung), die Fenstergewände in Sandstein, teils überstrichen, der Putz (Spritzputz) wohl 1920er Jahre, Obergeschoss-Fenster mit geraden Verdachungen, verkröpftes Traufgesims sowie Gesims am Ortgang, Fenster 1. Hälfte 20. Jahrhundert, ehemals wohl Fassade mit Putznutung bzw. Putzbändern und -spiegeln (zeichnet sich durch) - Stallanbau: langgestreckter massiver Putzbau (Bruchstein mit Ziegelausbesserungen) mit Drempel, Satteldach mit Falzziegeldeckung, Tore, Türen und Fenster größtenteils noch mit originalen Holztüren und -läden verschlossen - Seitengebäude: eingeschossiger massiver Putzbau (Bruchsteinmauerwerk) mit Drempel, Satteldach mit Falzziegeldeckung, Fassadenstruktur mit Wohn- und Stallteil intakt, Fenster- und Türgewände in Sandstein, originale Holztore, hofseitig hölzerner Eingangsvorbau, im Giebeldreieck Halbrundfenster mit Sprossung, teils historischer Fensterbestand Galgenfenster mit sechsfacher Teilung | 08959244 |
|                                         | Sowjetisches Ehrenmal mit Ehrenhain                                                                                | Reppiser Straße (Karte)                                                                                        | 1949                                                                                              | Wohl Begräbnisort von 34 Sowjetsoldaten, zeitgeschichtliches Zeugnis mit ortsgeschichtlicher Bedeutung. Ehrenhain, in dessen Zentrum sich ein von Pfeilern eingefriedeter und auf getrepptem Sockel und Podest mit Inschrifttafeln errichteter Obelisk mit Sowjetstern befindet, gänzlich überzogen mit granitähnlichem Steinputz. | 08959255 |
| Direkt Bild zu diesem Denkmal hochladen | Wohn- und Geschäftshaus in offener Bebauung, mit Einfriedung und Garten (Bekleidungshaus Gebr. Kriegel)            | Reppiser Straße 1 (Karte)                                                                                      | 1929                                                                                              | Einfacher Putzbau mit Anklängen an den Stil der Moderne, in ortsbildprägender Lage im Kreuzungsbereich, städtebauliche Bedeutung. Zweigeschossiger massiver Putzbau auf Klinkersockel, mit Walmdach, im Erdgeschoss vier große Schaufenster, Eingang an der Ecke, im ersten Obergeschoss klinkergerahmte durchfensterte Gebäudeecken, Traufbereich als Voute, Dach eingeschossig ausgebaut, ockerfarbener Putz und Fenster (im ersten Obergeschoss Hebefenster) wohl aus der Umbauphase, auf der Hofseite die Haustür bauzeitlich, Garten mit altem Baumbestand. | 08959254 |
| Weitere Bilder                          | Rathaus | Reppiser Straße 10 (Karte)                                                                                     | 1930–1931                                                                                         | Repräsentativer Putzbau mit Stufengiebeln und Dachreiter, durch ornamental eingesetzte Klinkerelemente aufgewertet, zeittypischer Bau in traditionalistischem Stil der 1920er Jahre und in gutem Originalzustand, baugeschichtlich und ortsgeschichtlich von Bedeutung. Zweigeschossiger massiver Putzbau über längsrechteckigem Grundriss, mit ausgebautem Dachgeschoss, hohem Satteldach, zentralem Dachreiter mit Uhrtürmchen sowie Stufengiebeln, Gebäude auf durchfenstertem Klinkersockel, aus Klinkermauerwerk, ebenfalls der dreijochige Altan mit dem dahinterliegenden Eingang, darüber über zwei Fensterachsen und im Attikabereich des Dachausbaus; Klinkermauerwerk im Zierverband, am südlichen Giebel auf einer Konsole die Plastik eines Nachtwächters, Traufbereich sowie die Stufen des Giebels profiliert, Gebäude ist saniert, Plastikfenster mit inliegenden Sprossen, baufeste Innenausstattung wie Türen, Treppen, Geländer original. | 08959242 |
|                                         | Vergüterei (mit Sozialanbau), Großschmiede und Verwaltungsgebäude des ehemaligen VEB Stahl- und Walzwerkes Gröditz | Riesaer Straße 1 (Karte)                                                                                       | 1947–1955                                                                                         | Am Industriebau der Moderne orientierter Industriekomplex von regionaler wirtschaftlicher Bedeutung, zudem von industriehistorischem, ortsgeschichtlichem und bauhistorischem sowie ortsbildprägendem Wert. Alle Gebäude in Klinkermauerwerk, mit Flachdach und je nach Nutzung der Hallen mit großen verglasten Fensterflächen und Dachaufbauten ausgestattet, an einigen Hallen Anbauten mit Nutzung als Sozialgebäude, diese Fassaden dann mit zeittypischen hohen gesprossten Rechteckfenstern und zum Teil originalen Türen. | 08959253 |
|                                         | Schulgebäude | Schulstraße 10 (Karte)                                                                                         | 1954 laut Ortschronik                                                                             | Stattliches Schulgebäude in Ortsmitte, zeittypisch gestalteter öffentlicher Zweckbau von ortshistorischer und baugeschichtlicher Bedeutung, Zeugnis der DDR-Bau- und -Bildungspolitik. Zwei- bzw. dreigeschossiger massiver Putzbau über gewinkeltem Grundriss, auf Klinkersockel, mit mäßig geneigtem Satteldach, die Eingangsbereiche beider Gebäudeflügel jeweils als flache Risalite aufwendig mit Treppenzugängen und Reliefs in Porphrtuff gestaltet (am Hauptbau lernende Schülerinnen und Schüler, am Seitenflügel Arbeiter, Bauer und Ingenieur), Tür- und Fenstergewände ebenfalls in Porphyrtuff, originaler Reibeputz, Bestand an Türen, Kreuzstockfenstern, schmiedeeisernen Treppengeländern sowie äußeren Beleuchtungskörpern original, Rückseite (zum Rathaus und zur Rathausstraße) von geringerem Denkmalwert, Denkmalwert bezieht sich vor allem auf die Fassaden von Hauptbau und Seitenflügel zur Schulstraße. | 08959265 |

## Nauwalde
| Bild                                    | Bezeichnung                                                   | Lage                          | Datierung                 | Beschreibung | ID       |
| --------------------------------------- | ------------------------------------------------------------- | ----------------------------- | ------------------------- | --- | -------- |
|                                         | Wegestein                                                     | (Flurstück 594/4) (Karte)     | 19. Jahrhundert           | Verkehrshistorische Bedeutung. Ca. ein Meter hoher Sandsteinkubus mit Inschriften an zwei Seiten „Koselitz 2 km / Nauwalde 2 km / Tiefenau 1,5 km / Gröditz 2 km“. | 08958947 |
| Weitere Bilder                          | Kriegerdenkmal für die Gefallenen des Ersten Weltkrieges      | Hauptstraße (Karte)           | Nach 1918                 | Ortsgeschichtlich von Bedeutung. Ädikulaartiges Granitdenkmal unter Dreiecksgiebel, mit zentraler Schrifttafel: „Ihren gefallenen Helden die dankbare Gemeinde Nauwalde“, am Sockel vorgelagert Pultstein mit Namen der Opfer des Zweiten Weltkrieges. | 08958918 |
| Direkt Bild zu diesem Denkmal hochladen | Lindenbaum mit Gedenkplatte                                   | Hauptstraße 20 (vor) (Karte)  | Bezeichnet mit 1898       | Zeugnis von ortshistorischer Bedeutung. Stattliche Linde, davor auf pultartigem Kunststein einfache Metallplatte, Inschrift „Königs-Linde. Gepflanzt am 29. Dezeichnet mit 1898. Zur Erinnerung an das 25jährige Regierungs-Jub. König Albert. Militärverein Nauwalde“. | 08958916 |
|                                         | Ehemalige Schule, heute Dorfgemeinschaftshaus                 | Hauptstraße 35 (Karte)        | Bezeichnet mit 1876       | Bauwerk mit ortshistorischer Bedeutung. Einfacher zweistöckiger Putzbau mit segmentbogigen Tür- und Fensteröffnungen, Putzgewände erneuert, profiliertes Traufgesims, Satteldach, flacher, eingeschossiger Stallanbau. | 08958917 |
| Direkt Bild zu diesem Denkmal hochladen | Wegestein                                                     | Hoischeweg (Karte)            | Bezeichnet mit 1864       | Verkehrshistorische Bedeutung. Ca. 0,90 m hohe, überarbeitete Sandsteinstele mit Inschrift „1864/ Reppis 3 km / Nauwalde“. Im April 2018 nach Baumaßnahmen nicht mehr vorhanden. | 08958924 |
| Weitere Bilder                          | Kirche (einschließlich Ausstattung), Kirchhof und Einfriedung | Kirchweg (Karte)              | 1905                      | Saalkirche mit Westturm, im Stil des Späthistorismus, Jugendstil-Innenausstattung, baugeschichtliche und ortshistorische Bedeutung. - Saalkirche (Dehio Sachsen I, S. 628): 1905 nach Brand der alten Fachwerkkirche von 1716 Neubau durch Paul Lange aus Leipzig. Verputzter Backsteinbau auf Bruchsteinsockel mit dreiseitig geschlossenem Chor und Satteldach, Rundbogenfenster. An der Südseite Sakristei. Turm über rechteckigem Grundriss, quadratisch im Obergeschoss, kupfergedeckte Haube mit Laterne. Im Inneren flach gedeckt, Apsis mit stark gebustem Gratgewölbe, Triumphbogen zwischen Chor und Saal. An drei Seiten eingeschossige Emporen. Im Kirchenraum teilweise ornamentale Ausmalung erhalten, Anfang des 20. Jahrhunderts. Historistische Ausstattung aus der Erbauungszeit. Schuster-Orgel von 1905. - Einfriedung: aus verputzter Bruchsteinmauer mit zwei Eingängen mit Ziegelpfosten und einfachen Metalltoren | 08958920 |
|                                         | Wegestein                                                     | Schweinfurther Straße (Karte) | 2. Hälfte 19. Jahrhundert | Zeugnis mit verkehrshistorischer Bedeutung. Ca. 1,50 m hohe, aufgearbeitete Sandsteinstele mit Inschrift „nach Nieska u. Spansberg“ und „nach Schweinfurth“. | 08958919 |

## Nieska
| Bild                                    | Bezeichnung                                                                                                | Lage                                 | Datierung                                                  | Beschreibung | ID       |
| --------------------------------------- | --- | ------------------------------------ | ---------------------------------------------------------- | --- | -------- |
| Weitere Bilder                          | Kirche (einschließlich Ausstattung), Kirchhof und Kriegerdenkmal für die Gefallenen des Ersten Weltkrieges | Riesaer Straße (Karte)               | 1750 (Kirche); um 1840 (Orgel); nach 1918 (Kriegerdenkmal) | Barocke Saalkirche mit Emporen und Kanzelaltar im Innern, Zeugnisse der historischen Dorfstruktur von baukünstlerischer und bauhistorischer sowie ortsgeschichtlicher Relevanz - Saalkirche (Dehio Sachsen I, S. 644): Über leicht gestrecktem achteckigem Grundriss, 1750/51 erbaut (bezeichnet auf Wetterfahne mit „G. v. W. 1750 – Graf von Wackerbarth“). Nach 1840 Kirche und Turm erneuert, Restaurierungen 1951 und 1980er Jahre. Verputzter Bruchsteinbau mit Zeltdach und mächtigem Dachreiter mit schiefergedeckter Haube. Im Inneren eingeschossige Emporen an drei Seiten, Logeneinbauten zu beiden Seiten des barocken Kanzelaltars, Farbfassung von Kanzelaltar und Emporen 1980er Jahre. Kleine Orgel von Gottlob Heinrich Nagel, um 1840. - Kriegerdenkmal: auf Stampfbetonsockel rosa Granitmonolith, grob behauen, Schrifttafel poliert, zusätzliche moderne Granitplatte mit Inschrift „Den Gefallenen und Vermißten des II. Weltkrieges“ | 08958945 |
|                                         | Sächsisch-Preußischer Grenzstein: Pilar Nr. 195                                                            | Riesaer Straße 1 (gegenüber) (Karte) | Nach 1828                                                  | Siehe auch Sachgesamtheit 09305644; vermessungsgeschichtlich und landesgeschichtlich von Bedeutung als Zeitdokument der historischen Grenzziehung zwischen Sachsen und Preußen nach dem Wiener Kongress 1815. Sandsteinstele mit gegenüberliegend eingemeißelten Schriftfeldern für Nummer (nachträglich entfernt) und Länderkürzel KS/KP direkt auf der Grenzlinie, stark aufgearbeitet. | 08958944 |
| Direkt Bild zu diesem Denkmal hochladen | Wohnhaus                                                                                                   | Riesaer Straße 30 (Karte)            | Bezeichnet mit 1830                                        | Obergeschoss Fachwerk verputzt, Segmentbogenportal, Teil der alten Dorfstruktur, mit bauhistorischem Wert. Erdgeschoss massiv und verputzt, Sandsteinfenstergewände, stichbogiger Türstock mit Profilierung und Keilstein (bezeichnet), Fenster in historischer Größe, Krüppelwalmdach. | 08958943 |
|                                         | Wegestein                                                                                                  | Waldweg (Karte)                      | 2. Hälfte 19. Jahrhundert                                  | Einfaches Zeugnis mit verkehrshistorischer Relevanz. Auf neuem Ziegelsockel aufgearbeiteter Sandsteinpilar in Prismenform, Beschriftung „Gohrisch 4 km / Riesa 15 km / Strehla 13 km / Mühlberg 10 km, Gröbeln 1 km / Liebenwerda 11 km / Spansberg 2 km / Großenhain 22 km / Mühlberg 10 km“. | 08958946 |

## Schweinfurth
| Bild | Bezeichnung | Lage                           | Datierung           | Beschreibung | ID       |
| ---- | --- | ------------------------------ | ------------------- | --- | -------- |
|      | Sachgesamtheit Königlich-Sächsische Triangulierung („Europäische Gradmessung im Königreich Sachsen“); Station 69, Schweinfurth | (Flurstück 184/1) (Karte)      | Bezeichnet mit 1866 | Triangulationssäule; Station 2. Ordnung, bedeutendes Zeugnis der Geodäsie des 19. Jahrhunderts, vermessungsgeschichtlich von Bedeutung, auf Erdhügel in Feldgemarkung ca. 1,60 m hoher Granitpilar (Laussnitzer Granit) mit profilierter Abdeckplatte. Die Station, nordöstlich des Dorfes an der nördlichsten Ecke der Landesgrenze mit Preußen errichtet, ist in mehrfacher Hinsicht eine Besonderheit. Mit Räcknitz bei Hohburg war der Ort Schweinfurth nördlichstes Dorf des Königreiches Sachsen. Der Pfeiler ist der nördlichste des sächsischen Netzes überhaupt. Er ist einer der wenigen im Flachland und bei einer Geländehöhe von 91 m auch der tiefliegendste. Weiterhin ist er einer der wenigen, die nahe an der preußischen Grenze errichtet wurden. Letztlich ist dieser Abschnitt der Grenze zu Preußen von der Elbe bis Grüngräbchen bei Bernsdorf der einzige, der als aktuelle nördliche Landesgrenze verblieben ist. Die ca. 2,30 m hohe Säule aus Laussnitzer Granit wurde 1866 von Gradmessungsassisstent Friedrich Robert Helmert eingemessen und aufgestellt. Die Inschrift „Station / SCHWEINFURTH / der / Kön:Sächs: /Triangulierung / 1866“ legt Zeugnis davon ab. | 08958937 |
|      | Sächsisch-Preußischer Grenzstein: Pilar Nr. 189                                                                                | (Flurstück 214) (Karte)        | Nach 1828           | Siehe auch Sachgesamtheit 09305644; vermessungsgeschichtlich und landesgeschichtlich von Bedeutung als Zeitdokument der historischen Grenzziehung zwischen Sachsen und Preußen nach dem Wiener Kongress 1815. Pyramidenstumpf aus Sandstein mit Plinthe direkt auf der Grenzlinie. Inschrift mit Nummer 189 und Landeskürzel K.P.–K.S. nicht mehr lesbar. | 08958935 |
|      | Sächsisch-Preußischer Grenzstein: Pilar Nr. 190                                                                                | (Flurstück 172) (Karte)        | Nach 1828           | Siehe auch Sachgesamtheit 09305644; vermessungsgeschichtlich und landesgeschichtlich von Bedeutung als Zeitdokument der historischen Grenzziehung zwischen Sachsen und Preußen nach dem Wiener Kongress 1815. Pyramidenstumpf aus Sandstein mit Plinthe direkt auf der Grenzlinie, gegenüberliegend eingemeißelt Nummer 190 und Landeskürzel K.P.–K.S., zugehörig Läufersteine in unregelmäßigen Abständen auf der Grenzlinie. Stein stark zurückgewittert, Inschrift schlecht lesbar. | 08958936 |
|      | Sächsisch-Preußischer Grenzstein: Pilar Nr. 192 sowie 22 Läufersteine                                                          | Grenzstraße 9 (hinter) (Karte) | Nach 1828           | Siehe auch Sachgesamtheit 09305644; vermessungsgeschichtlich und landesgeschichtlich von Bedeutung als Zeitdokument der historischen Grenzziehung zwischen Sachsen und Preußen nach dem Wiener Kongress 1815. Pyramidenstumpf aus Sandstein mit Plinthe direkt auf der Grenzlinie, gegenüberliegend eingemeißelt Nummer 192 und Landeskürzel K.P.–K.S., dazwischen 22 Läufersteine in unregelmäßigen Abständen. Landeskürzel nachträglich abgearbeitet und unkenntlich gemacht. | 08958938 |
|      | Sächsisch-Preußischer Grenzstein: Pilar Nr. 193 sowie 18 Läufersteine                                                          | (Flurstück 55) (Karte)         | Nach 1828           | Siehe auch Sachgesamtheit 09305644; vermessungsgeschichtlich und landesgeschichtlich von Bedeutung als Zeitdokument der historischen Grenzziehung zwischen Sachsen und Preußen nach dem Wiener Kongress 1815. Ca. 1,50 m hohe, schlanke, scharrierte Sandsteinstele mit allseitig eingemeißelten Schriftfeldern für Nummer 193 und Länderkürzel KS/KP direkt auf der Grenzlinie, dazwischen 18 Läufersteine in unregelmäßigen Abständen. Landeskürzel abgearbeitet und unkenntlich gemacht. | 08958940 |

## Spansberg
| Bild                                    | Bezeichnung                                                                                              | Lage                            | Datierung | Beschreibung | ID       |
| --------------------------------------- | --- | ------------------------------- | --- | --- | -------- |
| Weitere Bilder                          | Denkmal an einen Ballonabsturz                                                                           | (Flurstück 120) (Karte)         | Nach 1912 | Gedenkstein mit ortshistorischer Relevanz. Über Sockel großer Kreuzstein aus rosa Granit mit Inschrift und Rosenkranzrelief, Inschrift „Durch Absturz des Freiballons 'Reichsflaggverein' verschied in Gott am 20. Okt. 1912 Wilhelm Stieler, Lieutenant i. hohenzoll. Fuß-Art.-Reg. 13, geb. Worms 11. Feb. 1888 u. Hans Gericke, Ingenieur, Führer des Freiballons“. | 08958932 |
|                                         | Sächsisch-Preußischer Grenzstein: Pilar Nr. 194 sowie 20 Läufersteine                                    | (Flurstück 174) (Karte)         | Nach 1828 | Siehe auch Sachgesamtheit 09305644; vermessungsgeschichtlich und landesgeschichtlich von Bedeutung als Zeitdokument der historischen Grenzziehung zwischen Sachsen und Preußen nach dem Wiener Kongress 1815. Ca. 1,50 m hohe, schlanke Sandsteinstele mit gegenüberliegend eingemeißelter Nummer 194 und Länderkürzel KS/ KP direkt auf der Grenzlinie, dazwischen 20 Läufersteine in unregelmäßigen Abständen. | 08958941 |
| Weitere Bilder                          | Kirche (einschließlich Ausstattung), dazu Kirchhof mit Einfriedung                                       | Am Anger (Karte)                | Um 1520 (Sakristeitür); 1665–1667 (Kirche); 1756 (Empore); Mitte 18. Jahrhundert (Kanzelaltar); 1920–1924 (Orgel) | Schlichte barocke Saalkirche mit gedrungenem Westturm, wesentlicher Teil der historischen Ortsstruktur mit baugeschichtlicher Relevanz. - Saalkirche mit gedrungenem Westturm (Dehio Sachsen I, S. 807): 1661 Brand des mittelalterlichen Vorgängerbaus, Neubau 1665–67 unter Beibehaltung der alten Sakristei. 1756 im Innern verändert. Restaurierung 1994 (Turm). Verputzter Bruchsteinbau mit dreiseitig geschlossenem Chor und Satteldach, im Osten abgewalmt. Quadratischer Turm mit achtseitigem Glockengeschoss, verbretterter Aufsatz mit barocker Haube und Laterne, kupfergedeckt. Im Norden Sakristei, gewölbt mit Halbkreistonne und Stichkappe, erhaltener Teil des mittelalterlichen Vorgängerbaus. Im Inneren flach gedeckt, an drei Seiten Emporen (1756), Patronatsloge im Süden. Spitzbogige Sakristeitür an der nördlichen Chorwand (um 1520). Die Sakristei mit Stichkappentonne. Kanzelaltar (Mitte 18. Jahrhundert). Pneumatische Orgel von Arno Voigt (1920–24). - Einfriedung: aus verputztem Bruchsteinmauerwerk | 08958926 |
| Weitere Bilder                          | Mühlgebäude mit Wasserrad, Mühlgraben und einem Mahlgang (Walzmahlwerk)                                  | Am Anger 1 (Karte)              | 1963 | Zeugnisse des dörflichen Handwerks in gutem Originalzustand, technikgeschichtlich von Bedeutung. Zweigeschossiger Mühlenbau, massiv und verputzt, im Innern bauzeitliche Technik erhalten, metallenes oberschlächtiges Mühlrad in hölzerner Radstube, Rechen, Mühlgraben mit Granitfassung, Wehr und Rechen. | 08958933 |
|                                         | Schulgebäude der Grundschule                                                                             | Am Anger 2 (Karte)              | Bezeichnet mit 1895                                                                                               | Gut gegliederter, gründerzeitlicher Putzbau, Teil der alten Dorfstruktur mit ortshistorischer Bedeutung. Zweigeschossiger Putzbau mit einfacher spätklassizistischer Gliederung durch Putzbänder im Erdgeschoss, Gurtbänder und -gesimse, genutete Ecklisenen, profilierte Fenstergewände, über Haustür Schrifttafel „Gott segne unsere Jugend / 1895“, Satteldach. | 08958925 |
| Weitere Bilder                          | Kriegerdenkmal für die Gefallenen des Ersten Weltkrieges, mit Lindenbaum (Gartendenkmal) und Einfriedung | Am Anger 6 (bei) (Karte)        | Nach 1918 | Zeugnis von ortshistorischem Wert. Kriegerdenkmal als schlichter Obelisk aus schwarzem Granit vor Lindenbaum, umzäunt von einfachem Metallgitter, Eckpfosten erneuert. | 08958928 |
|                                         | Wohnhaus (ohne Anbau Nr. 7b) eines Dreiseithofes                                                         | Am Anger 7 (Karte)              | Um 1800 | Zweigeschossiges Fachwerkgebäude (auch Erdgeschoss in Fachwerk, wie Röderweg 2), singuläres Zeugnis für die Fachwerkbauweise im dörflichen Umfeld, mit bauhistorischer Bedeutung, bildet Dreiseithof mit Nummer 7a und 7b. Zweigeschossiges Fachwerkgebäude mit Fenstern in bauzeitlicher Größe, Giebeldreieck und Rückseite im Obergeschoss verbrettert, Satteldach. | 08958927 |
|                                         | Transformatorenhäuschen                                                                                  | Am Anger 13 (gegenüber) (Karte) | Anfang 20. Jahrhundert                                                                                            | Zeugnis der ländlichen Elektrifizierung mit technikgeschichtlicher Bedeutung. Stark sanierter Typenbau, eingeschossiger Putzbau über quadratischem Grundriss, Krüppelwalmdach mit Biberschwanzdeckung und turmartigem Aufbau, verschiefert. | 08958929 |
| Direkt Bild zu diesem Denkmal hochladen | Wohnstallhaus und Scheunenhälfte eines Dreiseithofes, mit Einfriedung                                    | Am Anger 17 (Karte)             | Mitte 19. Jahrhundert                                                                                             | Wohnstallhaus: Obergeschoss Fachwerk, Fachwerk-Scheune, weitgehend authentisch erhaltene Zeugnisse der alten Siedlungsstruktur, von bauhistorischer Qualität, bildet Dreiseithof mit Nummer 16. - Wohnstallhaus: Erdgeschoss, Giebel- und Rückseite massiv und verputzt, Obergeschoss zum Hof einriegeliges Fachwerk, historische Fenster in Originalgröße, Bergetür, Satteldach - Scheune: über Bruchsteinsockel Fachwerkkonstruktion, zum Teil abgebrochen - Einfriedung: als verputzte Bruchsteinmauer mit Torpfeilern unter Sandsteinplatten und mit Metall-Zaunelementen Das Wohnstallhaus Am Anger 17 erscheint als authentisch erhaltener ländlicher Bau um 1850 (möglicherweise sogar noch älter) und ist eines der letzten Fachwerkbauten im Ort. Demzufolge ist es baugeschichtlich bedeutend und hat aus lokaler Sicht Seltenheitswert. | 08958930 |
| Direkt Bild zu diesem Denkmal hochladen | Wohnhaus eines Hakenhofes                                                                                | Dorfstraße 5 (Karte)            | Mitte 19. Jahrhundert                                                                                             | Charakteristisches Beispiel lokaler Fachwerkbauweise mit bauhistorischer Bedeutung. Erdgeschoss massiv, verändert, Giebel und Rückseite massiv, Obergeschoss Fachwerk mit Verfachung, Fenster in historischer Größe, Krüppelwalmdach mit Biberschwanzdeckung. | 08958931 |
| Direkt Bild zu diesem Denkmal hochladen | Wohnstallhaus eines ehemaligen Dreiseithofes                                                             | Dorfstraße 23 (Karte)           | 2. Hälfte 19. Jahrhundert                                                                                         | Putzbau mit Drillingsfenster (Palladio-Motiv) im Giebel, zeittypisches Beispiel dörflicher Wohnbebauung mit ortsbildprägendem und bauhistorischem Wert, bildet Dreiseithof mit Nummer 24. Zweigeschossiger Putzbau, Sandsteinfenstergewände größtenteils erneuert, Eckquaderung, gedrücktes Obergeschoss, Serliana als Firstfenster, Satteldach, im Innern preußische Kappen und historischer Backofen. | 08958948 |
| Direkt Bild zu diesem Denkmal hochladen | Wohnhaus (ohne Anbau) eines Bauernhofes                                                                  | Röderweg 2 (Karte)              | Um 1800 | Zweigeschossiges Fachwerkgebäude (auch Erdgeschoss in Fachwerk, wie Wohnhaus Am Anger 7), im Gemeindegebiet singuläres Zeugnis von Fachwerkbauweise im dörflichen Kontext und von bauhistorischer Qualität. Giebel verbrettert, Rähm und Schwelle mit konsolartigen Stirnbrettern, Obergeschoss mit Fenstern in bauzeitlicher Größe, Satteldach. | 08958934 |

## Tabellenlegende
- Bild: Bild des Kulturdenkmals, ggf. zusätzlich mit einem Link zu weiteren Fotos des Kulturdenkmals im Medienarchiv Wikimedia Commons. Wenn man auf das Kamerasymbol klickt, können Fotos zu Kulturdenkmalen aus dieser Liste hochgeladen werden:
- Bezeichnung: Denkmalgeschützte Objekte und ggf. Bauwerksname des Kulturdenkmals
- Lage: Straßenname und Hausnummer oder Flurstücknummer des Kulturdenkmals. Die Grundsortierung der Liste erfolgt nach dieser Adresse. Der Link (Karte) führt zu verschiedenen Kartendiensten mit der Position des Kulturdenkmals. Fehlt dieser Link, wurden die Koordinaten noch nicht eingetragen. Sind diese bekannt, können sie über ein Tool mit einer Kartenansicht einfach nachgetragen werden. In dieser Kartenansicht sind Kulturdenkmale ohne Koordinaten mit einem roten bzw. orangen Marker dargestellt und können durch Verschieben auf die richtige Position in der Karte mit Koordinaten versehen werden. Kulturdenkmale ohne Bild sind an einem blauen bzw. roten Marker erkennbar.
- Datierung: Baubeginn, Fertigstellung, Datum der Erstnennung oder grobe zeitliche Einordnung entsprechend des Eintrags in der sächsischen Denkmaldatenbank
- Beschreibung: Kurzcharakteristik des Kulturdenkmals entsprechend des Eintrags in der sächsischen Denkmaldatenbank, ggf. ergänzt durch die dort nur selten veröffentlichten Erfassungstexte oder zusätzliche Informationen
- ID: Vom Landesamt für Denkmalpflege Sachsen vergebene, das Kulturdenkmal eindeutig identifizierende Objekt-Nummer. Der Link führt zum PDF-Denkmaldokument des Landesamtes für Denkmalpflege Sachsen. Bei ehemaligen Kulturdenkmalen können die Objektnummern unbekannt sein und deshalb fehlen bzw. die Links von aus der Datenbank entfernten Objektnummern ins Leere führen. Ein ggf. vorhandenes Icon  führt zu den Angaben des Kulturdenkmals bei Wikidata.